# Infektion (Ben Tripp)
Infektion (Originaltitel: Rise Again) ist ein Horrorroman des US-amerikanischen Schriftstellers Ben Tripp. Die englischsprachige Originalversion erschien 2010 in den Vereinigten Staaten von Amerika unter dem Titel Rise Again. Die deutsche Übersetzung erschien 2011 im Münchner Heyne Verlag in einer Übersetzung von Bernhard Kempen.

## Handlung
Sheriff Danielle „Danny“ Adelman erwartet eine große Feier zum Unabhängigkeitstag in Forest Peak. Ihre kleine Schwester Kelly ist weggelaufen und man findet eine Leiche im Wald.
Dann überschlagen sich die Ereignisse: Forest Peak wird von hunderten Menschen überrannt. Sie scheinen an einer merkwürdigen Krankheit zu leiden, schreien wie verrückt – und sacken wie aus dem Nichts tot in sich zusammen. Doch die Toten erwachen wieder zum Leben – und wanken stumm durch Forest Peak. Danny Adelman fängt darauf eine Dauerschleife im Funk ab: „Die Toten essen lebendes Fleisch“. Just in diesem Moment kommt es zum ersten Opfer der lebenden Toten. Eine Frau wird zerfleischt und gefressen. Die Jagd der Zombies auf die Lebenden hat begonnen. Nach einer spektakulären Flucht, gelingt es einem Konvoi Überlebender unter der Führung von Sheriff Adelman aus Forest Peak zu entkommen.
Der Konvoi steuert Boscombe Field an, einen abgelegenen und geschützten Landeplatz für Feuerbekämpfungshubschrauber. Nachdem Danny die Gruppe vorerst in Sicherheit gebracht hat, begibt sie sich auf die Suche nach ihrer Schwester Kelly – in Richtung San Francisco.
In der Stadt Potter entdeckt Danny den Mustang, den ihre Schwester nutzte. Ihre weitere Suche führt Danny nach San Francisco. In der nahezu völlig zerstörten Stadt kämpft eine kleine Enklave Menschen um ihr Überleben. Geschütz werden sie durch die private Sicherheitsorganisation Hawkstone.
Derweil finden einige Hawkstone Milizen ihren Weg zu den Überlebenden in Boscombe Field. Diese Privatsöldner reißen schnell die Macht auf dem Flugplatz an sich, verjagen die Männer und vergewaltigen eine der Frauen.
Danny durchlebt in der Zwischenzeit ein riskantes Abenteuer in San Francisco – und muss feststellen, dass sich einige Zombies weiterentwickelt haben. Diese jagen in Rudeln. Da Dannys Suche nach Kelly ohne Ergebnis blieb und San Francisco verloren scheint, kehrt sie nach Boscombe Field zurück. 
Hier kommt es zu einem Feuergefecht mit den Hawkstone-Tyrannen. Danny überlebt nur knapp und erwacht auf einem Schrottplatz in der Nähe des Flugplatzes. Hier haben sich die verjagten Männer des Flugplatzes verschanzt. Nachdem Danny und die überlebenden Männer die Hawkstone-Männer samt ihren Geiseln absichtlich entkommen lassen, lockt Danny sie in Potter in einen Hinterhalt. In einem spannenden Showdown gelingt es Danny, die meisten Geiseln zu befreien.
Nach diesen Ereignissen verfolgt die Gruppe Überlebender eine andere, friedliche Sippe.
Hierbei findet Danny ihre Schwester Kelly. Sie wurde von einem Zombie gebissen und liegt im Sterben. Kelly berichtet, dass die Untoten ihren nächsten evolutionären Schritt erreicht haben. Sie können nun sprechen und sogar Waffen benutzen. Kurz darauf stirbt Kelly. Als sie als Untote wiederkehrt, spricht sie die abschließenden Worte: „Ich bin immer noch ich“.

## Rezensionen
Franz Birkenhauer vom sf-magazin.de, meint: „Drehbuchautor und Themenpark-Designer Ben Tripp legt einen eleganten Seuchen-Thriller vor, mit Gegensätzen fast so schroff wie die der Landschaft seiner Heimat Kalifornien.“